# 甘徳県
甘徳県（かんとく-けん、ガンデ・ゾン、dga' bde rdzong）は中華人民共和国青海省ゴロク・チベット族自治州に位置する県。

## 行政区画
- 鎮:柯曲鎮
- 郷:上貢麻郷、下貢麻郷、崗竜郷、青珍郷、江千郷、下蔵科郷

## 交通

### 道路
- 高速道路
  - 徳馬高速道路